# 내가 그를 만났을 때
《내가 그를 만났을 때》(영어: How I Met Your Father)는 훌루에서 2022년 1월부터 2023년 7월까지 방영된 미국의 시트콤이다. CBS 드라마 《내가 그녀를 만났을 때》(How I Met Your Mother)의 후속 작품이다.